# Gustav Bolland
Gustav Adolph Heinrich Bolland (* 5. April 1889 in Hamburg; † 14. August 1978 ebenda) war ein deutscher Pädagoge, Historiker und Publizist.

## Leben und Wirken

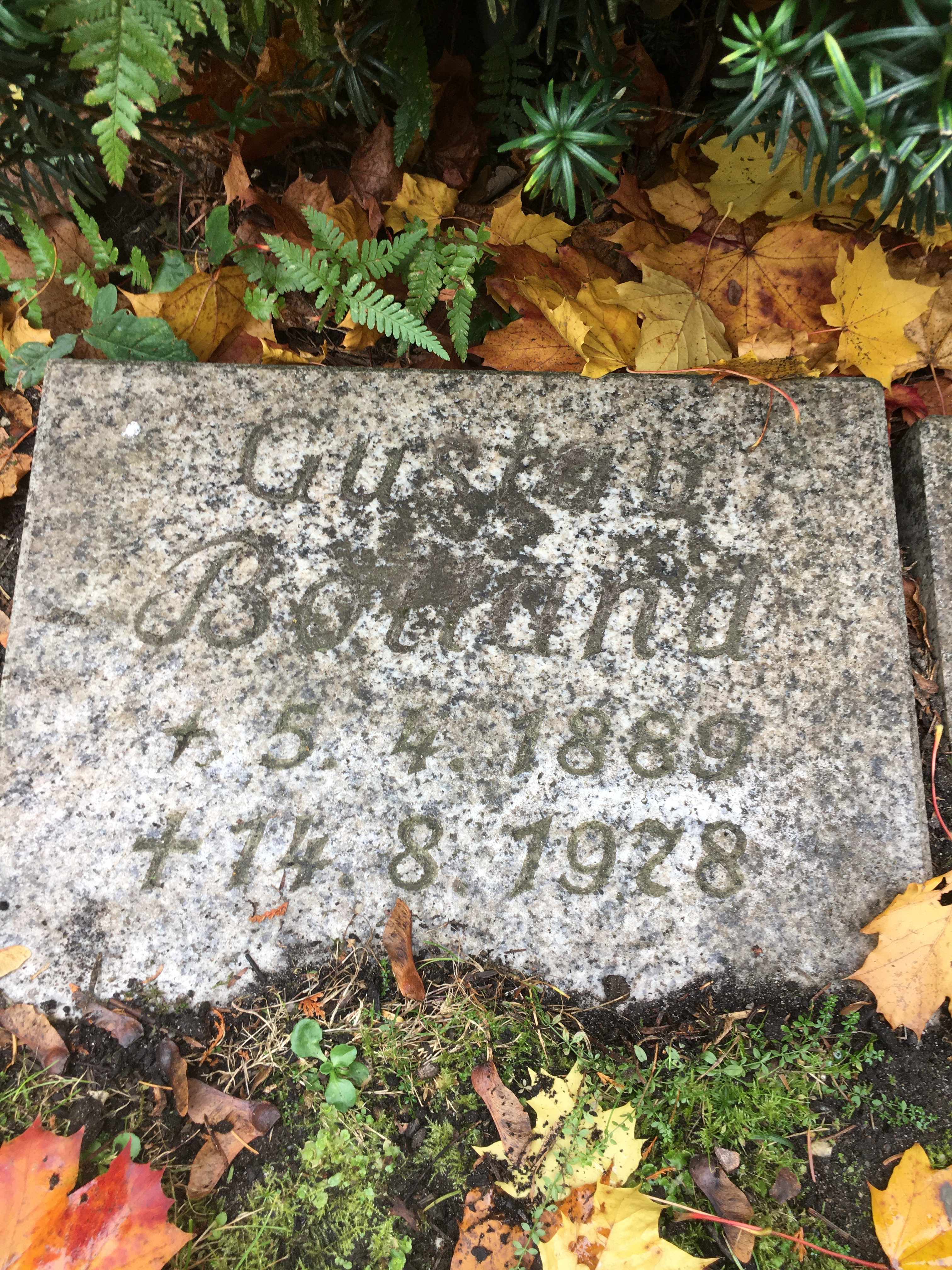
Grabstätte auf dem Friedhof Ohlsdorf

Gustav Bolland kam aus einer Lehrerfamilie, die von Stade nach Hamburg gezogen war. Nachdem er das Lehrerseminar in seiner Geburtsstadt durchlaufen hatte,  lehrte er vor dem Ersten Weltkrieg an der Passmanschen Schule in Hamburg. Ein Schwerpunkt dieser Bildungseinrichtung lag auf der Vermittlung der Geschichte Hamburgs, was Bollands weiteres berufliches Wirken prägen sollte. Während des Ersten Weltkriegs leistete Bolland Kriegsdienst als Offizier und erhielt mehrere Auszeichnungen. Anschließend kehrte er nach Hamburg zurück, um als Lehrer in Barmbek zu arbeiten. Bolland wurde zum Mittelschullehrer befördert und übernahm die Leitung mehrerer Schulen. Zudem unterrichtete er am Pädagogischen Institut, am Institut für Lehrerfortbildung und der Volkshochschule.
Bolland trat zum 1. Mai 1937 in die NSDAP ein (Mitgliedsnummer 4.175.596), übernahm jedoch keine Ämter in der Partei. Während des Zweiten Weltkriegs diente er bis zum Juli 1944 als Hauptmann in Russland. Während des Entnazifizierungsverfahrens wurde Bolland als politisch geeignet für die Leitung von Schulen angesehen. Bolland arbeitete daher bis zu seinem Ruhestand 1954 in der Lehrerausbildung.
Gustav Bolland war verheiratet mit Maria Paula, geborene Gaerner. Aus der Ehe gingen zwei Kinder hervor: Marianne Bolland arbeitete wie ihre Mutter als Lehrerin, Jürgen Bolland wurde Direktor des Hamburger Staatsarchivs. Gustav Bolland fand seine letzte Ruhestätte auf dem Friedhof Ohlsdorf. Sie liegt im Planquadrat P 16 an der Ringstraße.

## Werke und Ehrungen
Gustav Bolland erstellte Texte und Karten, die sich mit Hamburg beschäftigten. Hamburg. Das Werden einer deutschen Großstadt erschien 1938 und 1944 in Berlin und Leipzig, Hamburg wie es einmal war 1952, ein Jahr später in zweiter Auflage. In den Werken, die zur Zeit des Nationalsozialismus erstellt wurden, sind Formulierungen zu finden, die als regimefreundlich angesehen werden können. Bolland lobte insbesondere das Groß-Hamburg-Gesetz in einer Art, die als „Führer-Huldigung“ bezeichnet werden kann. Zahlreiche andere Arbeiten sind dagegen unverfänglich und solide. Bolland beschäftigte sich insbesondere mit der Geschichte Barmbeks und der Verwaltung des Hamburger Landgebiets. Zudem erstellte er Register für die Zeitschrift des Vereins für Hamburgische Geschichte und zu publizierten wie nicht publizierten Quellen des Hamburger Staatsarchivs. Von 1926 bis 1964 gab er die Geschichts- und Heimatblätter des Vereins für Hamburgische Geschichte heraus, deren Mitteilungen er optisch neu gestaltete. Seit 1931 war er Vorstandsmitglied des Vereins, der ihn 1934 mit einer Lappenberg-Medaille in Silber auszeichnete und zu seinem 75. Geburtstag als Ehrenmitglied aufnahm. Der Hamburger Senat verlieh Bolland 1964 die Medaille für Kunst und Wissenschaft. Der Verein für Hamburgische Geschichte widmete dem Historiker anlässlich des 80. Geburtstags die Hefte sechs bis acht des siebten Bandes der Geschichts- und Heimatblätter.